# 율촌역
율촌역(Yulchon station, 栗村驛)은 대한민국 전라남도 여수시 율촌면 조화리에 있는 전라선의 철도역이다.
구 율촌역사는 1930년대 초기의 역사로서 근대 철도 건축사적 가치를 인정받아 2006년에 등록 문화재로 지정받았고, 역 이전 이후에도 구 역사는 그대로 유지되고 있다.

## 연혁
- 1930년 12월 25일 : 보통역으로 영업 개시[1]
- 1930년 12월 31일 : 역사 준공
- 1991년 1월 1일 : 소화물 취급 중지[2]
- 1995년 1월 1일 : 피제어역(성산, 신풍역)제어
- 1995년 1월 10일 : 컨테이너(CY) 취급
- 1995년 2월 1일 : 컨테이너 화물한 취급 지정[3]
- 2002년 6월 1일 : 컨테이너 취급 중단
- 2005년 9월 30일 : 화물취급 중지
- 2006년 11월 1일 : 여객 취급 중지
- 2006년 12월 4일 : 율촌역사 등록 문화재로 지정
- 2011년 4월 5일 : 순천 - 여수 구간 선로 이설로 역사 이전[4]
- 2012년 5월 12일 : 순천 - 여수간 누리로 셔틀열차 운행으로 여객취급 재개
- 2012년 6월 2일 : 여객 취급 중지

## 사고 사례
- 사망 사고
2002년 5월 1일, 전라선 여수역을 출발해 경부선 서울역으로 향하던 7408호 디젤전기기관차 견인 새마을호열차가 율촌역 근처 건널목을 건너던 노인을 치어 사망사고를 냈다.
2016년 4월 22일 오전 3시 40분경 용산역을 출발해 여수엑스포역으로 가던 무궁화호 1517호 열차가 율촌역을 100여m 앞둔 지점에서 탈선하여 기관사 1명이 사망하고 부기관사와 승객 등 8명이 다쳤다. 사고 원인은 열차의 진행 선로를 바꾸는 분기 지점에서 무리하게 가속하다가 사고가 난 것으로 추정된다. 이 사고로 전라선 순천~여수엑스포 구간이 한동안 중단되었다가 23일 첫차부터 운행이 재개되었다.